# 斯汉卡纳加尔
斯汉卡纳加尔（Shankhanagar），是印度西孟加拉邦Hugli县的一个城镇。总人口6894（2001年）。

## 人口
该地2001年总人口6894人，其中男性3618人，女性3276人；0—6岁人口1021人，其中男537人，女484人；识字率59.21%，其中男性为66.31%，女性为51.37%。